# Semaeopus orbistigma
Semaeopus orbistigma là một loài bướm đêm trong họ Geometridae.